# Mönchhofkapelle (Raunheim)

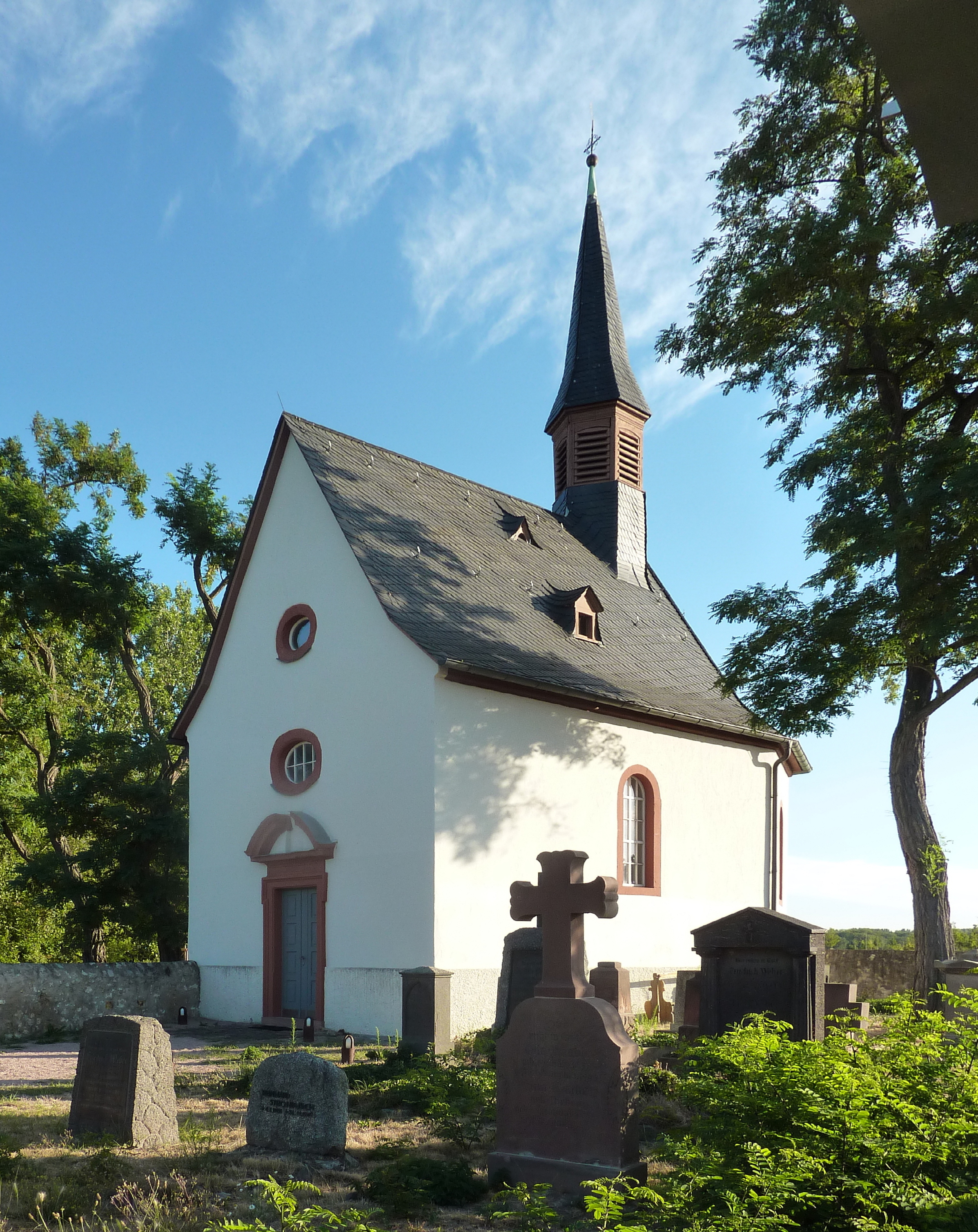
Die Mönchhofkapelle mit Südwestgiebel und Kirchhof mit historischen Grabsteinen

Die Mönchhofkapelle ist eine 1685 errichtete und 1687 geweihte römisch-katholische Kapelle. Sie liegt etwa 2,5 Kilometer nordöstlich von Raunheim, fast unmittelbar am linken Mainufer, zwischen der Staustufe Eddersheim und der Mainbrücke Raunheim (Bundesautobahn 3).
Das Kulturdenkmal ist ein schlichter schiefergedeckter Barockbau mit einem aufsitzenden Dachreiter, der in einem Spitzhelm endet. Bei den Sanierungsarbeiten im Jahre 2008 fanden sich im weitgehend leer geräumten Innenraum, elf an die Innenwände gemalte Weihekreuze, vermutlich aus dem späten 17. Jahrhundert.
Der früher hier bestehende Wirtschaftshof und jetzige Stadtteil Mönchhof gab der Kapelle und dem benachbarten Autobahndreieck seinen Namen.
Die Mönchhofkapelle liegt am Rande des Main-Radweges.

## Geschichte

### Vorgeschichte
Das Gut Mönchhof ist bereits im Mittelalter nachweisbar. Am 18. Dezember 1290 verkaufte Gottfried III. von Eppstein mit Zustimmung seines Bruders, des Mainzer Erzbischofs Gerhard II. von Eppstein, Wüstenedernsheim für 500 Mark mit allen Rechten an das Reichklarakloster in Mainz. Bald entwickelte sich das Gut zu einem der bedeutendsten Wirtschaftshöfe des Klosters.
Es ist davon auszugehen, dass bereits zu dieser Zeit eine Kirche und ein Friedhof vorhanden waren. Die Kapelle, die laut der Urkunde von 1290 mitverkauft wurde (capella quae parochiae Ruhenheim attinet), war damals nach Raunheim eingepfarrt, später nach Flörsheim und ab 1653 nach Eddersheim, ab 1828 nach Haßloch. Im Jahre 1622 wurden die Kapelle und Klostergut wahrscheinlich durch den sogenannten Mansfelder Einfall des Söldnerführers der evangelischen Union Ernst von Mansfeld verwüstet und die Kapelle zerstört. Ihre beiden Glocken und den Kirchturmhahn verbrachte man in das Kloster nach Mainz.

### Bau und Weihe
1683 und 1684 wird von rational nicht zu erklärenden Erscheinungen berichtet: Die Hofleute sahen im Bereich des alten Standortes der Kapelle brennende Lichter und hörten Stimmen und Geräusche. Auch der Pfarrer zu Eddersheim bestätigte diese Phänomene, weshalb sich die Äbtissin des Klosters entschloss, die Kapelle wieder aufbauen zu lassen. Den Auftrag dazu erhielt Veit (Vitus) Schneider, Stadtbaumeister in Mainz (1680 Kloster Kartaus in Konz, 1697 Entwürfe zur Wallfahrtskapelle Walldürn), der noch vor dem Winter 1685/86 die Kirche unter Dach brachte. Zum ersten Gottesdienst Anfang November 1685 führte die Äbtissin eine der beiden Glocken und den Turmhahn wieder zurück auf den Mönchhof, dem sie zudem einen Altar aus dem Kloster vermachte. Im Rahmen der dabei gehaltenen Messe wurden auch die Gräber des Friedhofs gesegnet.
Aus diesem Hinweis ist der Schluss zu ziehen, dass der Friedhof wesentlich weiter zurückreicht als der älteste derzeit bekannte Grabstein von 1688. Daraus wiederum folgt, dass es eine Umgestaltung des Friedhofs gegeben haben muss, der die älteren Gräber zum Opfer fielen. Vermutlich war der alte Friedhof sogar größer als der heutige, denn noch im 20. Jahrhundert fanden sich außerhalb der Einfriedung Gräber. Noch im Jahr der Erbauung der Kapelle, 1685, wurden diese und der Friedhof mit einem Holzzaun eingefasst.
Rund zwei Jahre nach dem ersten Gottesdienst, am 3. August 1687, erfolgte die förmliche Weihe der Kirche und des Altars durch den Weihbischof in Mainz Matthias Starck (1628–1708), Titularbischof von Coronea, der sie insbesondere der Heiligen Mutter, der Heiligen Klara und dem Heiligen Anton konsekrierte. Dabei wurde eine Vielzahl an Reliquien im Altar niedergelegt.
Konkrete bauliche Maßnahmen während des 18. Jahrhunderts konnten nicht nachgewiesen werden. 1781 wurde das Reichklarakloster aufgelöst und der Mönchhof der Universität Mainz zugewiesen. Aufgrund der besonderen Lage des Mönchhofs als katholische Enklave in einer reformierten Umgebung, und weil nur wenige Katholiken auf dem Hof lebten, gab es in den 1780er Jahren erneut Überlegungen, die Kirche eingehen zu lassen. Dies geschah aber nicht, im Gegenteil erhöhte sich die Anzahl der gelesenen Messen auf 68 im Jahr (das ist jeden Sonn- und Feiertag). Wenig später, 1792, erhielt die Kapelle eine neue Ausstattung in Form eines neuen Altars und einer neuen Kanzel.

### Kirchliche Entwicklung im 19. und 20. Jahrhundert
Im Zuge des Reichsdeputationshauptschlusses gelangte 1802 der Mönchhof einschließlich der Kapelle an Hessen, das ihn alsbald verkaufen wollte. Dieser Versuch scheiterte allerdings, und er wurde der Forst- und Domänenverwaltung unterstellt. Dieser oblag es, anlässlich der jeweiligen Pächterwechsel zu überprüfen, ob sich die Gebäude in dem gleichen Zustand befanden wie bei Pachtbeginn. Einige der zu diesem Zweck angelegten Inventare haben sich erhalten und geben ein gutes Bild der Kapelle und ihrer Einrichtung wieder.
Als 1834 der Turm der Kapelle baufällig war und repariert werden musste, wurde abermals darüber gesprochen, den Gottesdienst, der zu dieser Zeit im Sommer nur noch alle 14 Tage und im Winter sogar nur einmal monatlich stattfand, gänzlich einzustellen. Auch wenn dies zunächst nicht so beschlossen wurde, begann damit eine Auseinandersetzung, die bis ins 20. Jahrhundert anhielt. So lag die Pflicht der baulichen Unterhaltung beim Staat, der sich allerdings weigerte, die für die Gottesdienste notwendigen Kosten zu bestreiten. Die Kapelle befand sich äußerlich immer in einem mehr oder weniger guten Zustand, während sie im Inneren häufig als vernachlässigt bezeichnet wurde. Hinzu kam, dass der Pächter des Hofgutes evangelisch war und die Kirche gelegentlich zum Einpferchen der Schafe und zum Trocknen der Wäsche missbrauchte.
Regelmäßiger Gottesdienst wurde seit etwa 1830/40 in der Tat nicht mehr gehalten, Messen allerdings noch zu den Kasualien gelesen. Das bedeutet, dass auf Betreiben der Hofbewohner Hochzeiten, Taufen oder Beerdigungen in der Kapelle zelebriert wurden. Die Situation verschärfte sich, als man ab 1874 begann, liturgische Gegenstände und Gemälde aus der Kirche zu entfernen und in das Museum nach Darmstadt zu verbringen. Hiervon erhielt auch die Diözese Mainz Kenntnis, schritt aber nicht ein.
Danach lässt sich die Nutzung der Kapelle als geweihtes Gotteshaus nur noch schwer nachweisen. Obwohl im Verlauf des ausgehenden 19. und des frühen 20. Jahrhunderts immer wieder sakrale Gegenstände aus der Kapelle in das Museum gebracht wurden, fanden auf dem Friedhof bis 1960 Beerdigungen statt, und es ist davon auszugehen, dass in derartigen Zusammenhängen auch Gottesdienste oder Messen in der Kapelle gehalten wurden. Eine formale Profanierung der Kirche kann nicht nachgewiesen werden. Ein solcher Akt ginge damit einher, dass die im Altar ruhenden Reliquien entfernt und die Kapelle entweiht würde. Es muss also derzeit davon ausgegangen werden, dass die Kirche nach wie vor geweiht ist.

### Bauliche Entwicklung im 19. und 20. Jahrhundert

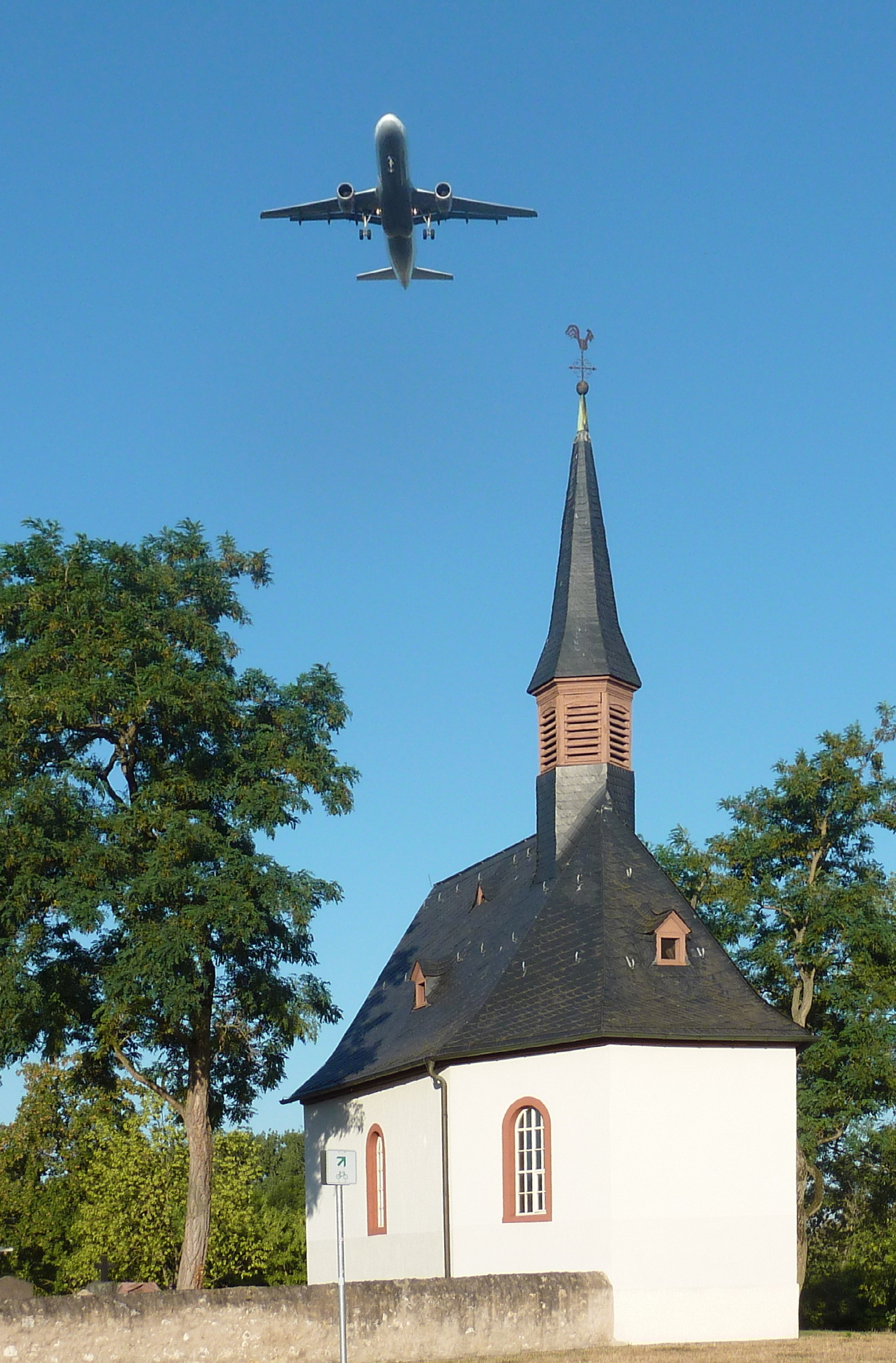
Die Mönchhofkapelle liegt unmittelbar in der Einflugschneise der Landebahn Nordwest des benachbarten Frankfurter Flughafens. Im Bild die Kirche mit zweistrahligem Jet im Landeanflug, Blick nach Westen

Nur wenige konkrete bauliche Maßnahmen sind im 19. Jahrhundert archivalisch nachweisbar. So beinhaltet ein Bauinventar von 1841 den Hinweis, dass der Kirchhof von einer Mauer umgeben war, während ihn Ende des 18. Jahrhunderts noch ein Holzzaun umgab. Dieser muss also zwischen etwa 1781 und 1841 gegen die Mauer ausgetauscht worden sein. 1855 wurde die Kirche nach Verwüstungen wieder instand gesetzt, ohne dass heute aus den Akten ersichtlich wird, was genau durchgeführt wurde. Ein zu dieser Zeit angefertigtes Aufmaß der Kirche wurde, wie viele andere Archivalien des Darmstädter Archivs auch, gegen Ende des Zweiten Weltkrieges zerstört.
1867 wird der bauliche Zustand der Kapelle, nachdem ein Blitzschaden an Dach und Turm beseitigt worden war, als gut bezeichnet. 1894 waren einige Grabsteine beschädigt und der Friedhof zu stark begrünt. Abermals ist den Akten nicht zu entnehmen, ob – und wenn ja, wie – die Schäden beseitigt wurden. Gleiches gilt für eine Renovierungsmaßnahme im Jahr 1913/14, bei der ebenfalls nicht nachvollzogen werden kann, welche Arbeiten durchgeführt wurden. Für 1939/40 war eine Sanierung geplant, die wegen des Kriegsausbruchs nicht aufgenommen wurde.
1951 deckte man das Dach neu, von 1973 bis 1975 wurden Reparatur- und Erhaltungsarbeiten durchgeführt, die nach Vandalismus notwendig geworden waren. 1988 wurde das seit 1911 bestehende Kulturdenkmal Mönchhofkapelle um den Friedhof erweitert, da 1990 die Ruhezeit der Gräber auslief. Ab 2005 fanden abermals durchgreifende Sanierungsarbeiten statt. Im Zuge der Entwicklung des umliegenden Geländes zum Gewerbegebiet wurde durch den Regionalverband FrankfurtRheinMain die Kapelle und der Friedhof durch Anbindung an das Rad- und Wanderwegnetz wieder öffentlich zugänglich gemacht.